# 豪頂山傑士
豪頂山 傑士（ごうちょうざん まさし、1987年8月26日 - ）は、モンゴル国ウランバートル市出身で峰崎部屋に所属した元大相撲力士。身長175cm、体重116kg。本名はデルゲルサイハン・ウーガンバータル。最高位は東幕下7枚目（2015年9月場所）。

## 人物
子供の時からモンゴル相撲を経験し、中学校ではレスリングを経験した。2003年8月に留学生として青森山田高校に進学し、相撲部に所属した。2006年3月場所、部屋初の外国人力士として初土俵を踏む。当初は四股名を透川豪志と名乗った。四股名の由来は郷里のトール川、下の名の「豪志」は峰崎の下の名に因んだ。四股名「透川」の由来には他にも諸説あり、高校時代の友人の下の名前「透」を拝借したとも、北欧神話にあやかったともされている。新三段目昇進の近づいた2007年9月場所から下の名前を傑士に改名する。幕下昇進まで4年余りを要するなど出世のスピードは平凡な部類であり、透川傑士を名乗った場所では最終となる2013年5月場所までの最高位は西幕下45枚目であった。2013年7月場所からは「士気が上がるからどうだ?」と後援者に勧められ、下の名前をそのままに豪頂山に改名する。するとこの場所の東幕下48枚目から連続して6勝1敗の好成績を上げ、同年11月場所には一気に幕下上位の西幕下7枚目まで番付を駆け上がっていったが、その場所は2勝5敗と負け越した。2015年3月場所で再び西幕下7枚目、同年9月場所では東幕下7枚目の番付だったが、いずれも負け越し、以降は幕下2桁台の番付が続いた。2020年1月場所は初日から入門以来初めての休場となり、2番目の相撲から出場したが、4番目の相撲から再休場。翌3月場所以降も休場し、同年7月場所限りで引退した。

## 場所別成績
- 通算成績：302勝268敗18休（85場所）

| | 一月場所 初場所（東京） | 三月場所 春場所（大阪） | 五月場所 夏場所（東京） | 七月場所 名古屋場所（愛知） | 九月場所 秋場所（東京） | 十一月場所 九州場所（福岡） |
| --- | ----------------------- | ----------------------- | ----------------------- | --------------------------- | ----------------------- | --------------------------- |
| 2006年 （平成18年） | x                       | （前相撲）              | 東序ノ口23枚目 5–2      | 東序二段98枚目 4–3          | 東序二段70枚目 3–4      | 西序二段85枚目 4–3          |
| 2007年 （平成19年） | 東序二段57枚目 5–2      | 東序二段18枚目 2–5      | 西序二段49枚目 4–3      | 西序二段24枚目 4–3          | 西序二段3枚目 4–3       | 東三段目84枚目 3–4          |
| 2008年 （平成20年） | 西三段目97枚目 4–3      | 東三段目77枚目 3–4      | 東三段目90枚目 3–4      | 西序二段9枚目 3–4           | 西序二段29枚目 3–4      | 東序二段49枚目 7–0          |
| 2009年 （平成21年） | 東三段目49枚目 4–3      | 東三段目32枚目 2–5      | 西三段目55枚目 4–3      | 西三段目41枚目 5–2          | 西三段目17枚目 3–4      | 西三段目30枚目 3–4          |
| 2010年 （平成22年） | 東三段目46枚目 4–3      | 東三段目32枚目 3–4      | 東三段目50枚目 6–1      | 東幕下59枚目 3–4            | 東三段目6枚目 4–3       | 西幕下55枚目 2–5            |
| 2011年 （平成23年） | 西三段目20枚目 4–3      | 八百長問題 により中止   | 東三段目7枚目 4–3       | 西幕下45枚目 3–4            | 西幕下51枚目 2–5        | 東三段目14枚目 4–3          |
| 2012年 （平成24年） | 東三段目4枚目 4–3       | 西幕下55枚目 3–4        | 東幕下48枚目 2–5        | 西三段目4枚目 4–3           | 東幕下58枚目 4–3        | 西幕下47枚目 1–6            |
| 2013年 （平成25年） | 西三段目21枚目 4–3      | 東三段目7枚目 4–3       | 西幕下57枚目 4–3        | 東幕下48枚目 6–1            | 西幕下22枚目 6–1        | 西幕下7枚目 2–5             |
| 2014年 （平成26年） | 西幕下20枚目 4–3        | 東幕下14枚目 4–3        | 東幕下11枚目 2–5        | 東幕下25枚目 5–2            | 東幕下17枚目 4–3        | 西幕下14枚目 4–3            |
| 2015年 （平成27年） | 西幕下10枚目 4–3        | 西幕下7枚目 3–4         | 東幕下14枚目 3–4        | 東幕下21枚目 6–1            | 東幕下7枚目 2–5         | 東幕下18枚目 5–2            |
| 2016年 （平成28年） | 東幕下11枚目 2–5        | 西幕下27枚目 3–4        | 東幕下35枚目 3–4        | 西幕下40枚目 4–3            | 東幕下32枚目 5–2        | 西幕下22枚目 4–3            |
| 2017年 （平成29年） | 西幕下16枚目 3–4        | 西幕下24枚目 2–5        | 東幕下40枚目 5–2        | 西幕下28枚目 3–4            | 東幕下38枚目 5–2        | 西幕下26枚目 4–3            |
| 2018年 （平成30年） | 西幕下22枚目 4–3        | 東幕下17枚目 3–4        | 西幕下25枚目 3–4        | 東幕下34枚目 3–4            | 西幕下44枚目 6–1        | 西幕下18枚目 5–2            |
| 2019年 （平成31年 /令和元年） | 東幕下11枚目 1–6        | 西幕下33枚目 5–2        | 西幕下20枚目 3–4        | 東幕下27枚目 3–4            | 西幕下34枚目 5–2        | 東幕下22枚目 5–2            |
| 2020年 （令和2年） | 西幕下10枚目 1–2–4      | 東幕下38枚目 休場 0–0–7 | 感染症拡大 により中止   | 東三段目23枚目 引退 0–0–7   | x                       | x                           |
| 各欄の数字は、「勝ち-負け-休場」を示す。 優勝 引退 休場 十両 幕下 三賞：敢=敢闘賞、殊=殊勲賞、技=技能賞 その他：★=金星 番付階級：幕内 - 十両 - 幕下 - 三段目 - 序二段 - 序ノ口 幕内序列：横綱 - 大関 - 関脇 - 小結 - 前頭（「#数字」は各位内の序列） |                         |                         |                         |                             |                         |                             |